# Maharram Bayramov
 (juillet 2023).
Pour les articles homonymes, voir Bayramov.
Maharram Bayramov (en azéri: Məhərrəm Bağır oğlu Bayramov; né le 13 mai 1928 à Achaghi Nejili(Sayat Nova), district d'Erevan et mort le 6 janvier 1981 à Erevan) est un journaliste honoré de la RSS d'Arménie, Premier secrétaire du Comité du Parti de la région d'Amasiya (1969-1974).

## Biographie
Maharram Baghir oghlu Bayramov est né dans le village d'Ashaghi Necili (Sayat Nova) du district d'Uluhanli (Masis) près d'Erevan. Après avoir terminé l'école du village de sept ans ici, il poursuit ses études à l'école pédagogique d'Erevan et travaille comme enseignant dans le village où il est né. Il est admis à la Faculté de philologie de l'Université d'État d'Azerbaïdjan en 1947, et après avoir obtenu son diplôme en 1952, il travaille comme instructeur au Comité Central  PC de l'Azerbaïdjan. Après avoir travaillé à Bakou pendant deux ans, il retourne à Erevan en 1954, où il travaille comme instructeur à l'Académie militaire centrale d'Arménie. En 1955, il est promu au poste d'instructeur du Comité Central du PC d'Arménie.
En 1964-1966 Maharram Bayramov travaille comme secrétaire du comité de district d'Ararat (Vedi) et en 1966-1969 comme rédacteur en chef adjoint du journal Sovet Ermənistanı(Armenie Sovietique). De 1969 à 1974, il est Premier secrétaire du Comité du Parti du district d'Amasiya, et de 1974 à la fin de sa vie, il est rédacteur en chef du même journal  (1974-1981). Au cours de ces années, Maharram Bayramov est également député du Soviet suprême de la RSS d'Arménie. Il reçoit le titre honorifique de Journaliste honoré de la RSS d'Arménie, l'Ordre de l'Insigne d'honneur et d'autres médailles.

## Activité littéraire
Maharram Bayramov est également écrivain et dramaturge. Son premier livre Après la tempête est publié en 1964 par la maison d'édition Haypethrat d'Erevan, qu’il dédie à sa "chère et gentille mère Fatmaya". Le livre comprend les histoires Regret, Sacré lieu n'a pas aidé, Le filet de Molla Gadir, Pardonne-moi, Djarulla  et d'autres histoires, ainsi que la courte pièce Geybulla.
Maharram Bayramov, journaliste et philologue expérimenté est diplômé de la Faculté de philologie de l'Université d'État d'Azerbaïdjan. Il soutient sa thèse sur Shirvanzade et l'Azerbaïdjan à Bakou en 1969 devenant candidat en sciences philologiques. Il est l'auteur d'un certain nombre de livres et d'articles sur les relations littéraires arméno-azerbaïdjanaises. Avec Akbar Erevanli, il est l'un des créateurs de la collection Arménie littéraire.